# Amomum riwatchii
Amomum riwatchii ist eine Pflanzenart aus der Gattung Amomum innerhalb der Familie der Ingwergewächse (Zingiberaceae). Dieser Endemit kommt nur im nordöstlichen Indien vor.

## Beschreibung

### Vegetative Merkmale
Amomum riwatchii wächst als ausdauernde, krautige Pflanze, die Wuchshöhen von 1,5 bis 2,2 Metern erreichen kann. Die Rhizome bilden keine Ausläufer, werden 6 bis 7 Zentimeter lang und 3,5 bis 4 Zentimeter dick, sind innen cremeweiß gefärbt und außen mit Schuppen bedeckt. Von jedem Rhizom gehen mehrere büschelartig angeordnete Sprossachsen ab. An der Basis haben die Stängel grüne bis dunkel rötlich grüne, selten auch blassbraun gesprenkelte, außen flaumig behaarte Blattscheiden mit kahlen, membranartigen Rändern, welche 2 bis 2,5 Zentimeter breit sind und ein spitzes oberes Ende haben. Die dicken Blatthäutchen sind außen flaumig behaart und werden 0,5 bis 0,6 Zentimeter lang; ihre Ränder sind bewimpert und ihr oberes Ende ist abgerundet bis spitz.
Jeder Stängel besitzt vier bis sechs Laubblätter. Die Laubblätter sind in Blattstiel und Blattspreite gegliedert. Der blassgrüne Blattstiel ist 1,5 bis 7,5 Zentimeter lang und flaumig behaart. Die einfache Blattspreite ist bei einer Länge von 35 bis 47 Zentimetern sowie einer Breite von 5,5 bis 9,5 Zentimetern länglich-lanzettlich mit spitzer bis keilförmiger Blattbasis und zugespitztem, bis zu 3,5 Zentimeter langem oberen Ende. Die grüne Blattoberseite ist wie die blassgrüne Blattunterseite flaumigen Haaren besetzt. Die Blattspreiten weisen an der Oberseite eine flache Blattnervatur auf. Die Blattränder sind gewellt und die grüne Mittelrippe ist flaumig behaart.

### Generative Merkmale
Die Blütezeit von Amomum riwatchii  beginnt im Mai während die Fruchtreife die Monate August bis September umfasst. Unterirdisch an der Basis der Stängel, direkt aus dem Rhizom entwickelt sich auf einem 1,5 bis 2,5 Zentimeter langen Blütenstandsschaft ein Blütenstand, der insgesamt 9 bis 15 Zentimeter lang ist und in dem die zahlreichen Blüten zusammen stehen. Die äußeren, dunkelroten, unbehaarten und dicken fleischigen Deckblätter sind bei einer Länge von etwa 6 bis 6,5 Zentimetern sowie einer Breite von 5 bis 5,5 Zentimetern breit eiförmig bis kreisförmig mit spitzen oder stumpfen oberen Ende und dünnhäutigen Rändern. Die inneren roten Deckblätter sind bei einer Länge von 1,7 bis 3,5 Zentimetern sowie einer Breite von 0,7 bis 1,3 Zentimetern eiförmig über eiförmig-lanzettlich bis linealisch-lanzettlich und haben ein spitzes bis hornartiges oberes Ende sowie dünnhäutige Ränder. Vorblätter fehlen. Der Blütenstiel ist etwa 0,8 Zentimeter lang.
Die zwittrigen, weißen Blüten sind bei einer Länge von 7 bis 7,5 Zentimetern zygomorph sowie dreizählig mit doppelten Perianth. Die drei außen flaumig behaarten, membranartigen, dicken und blassroten Kelchblätter sind röhrenförmig miteinander verwachsen und sind bei einer Länge von 4,3 bis 4,5 Zentimeter sowie einer Breite von 0,5 bis 0,6 Zentimeter länger als die Kronröhre. Sie sind ungleichmäßig 0,8 bis 1,5 Zentimeter tief gelappt und haben ein scharf zugespitztes bis gehörntes, 0,7 bis 1,4 Millimeter langes oberes Ende. Die weißen Kronblätter sind zu einer 1,8 bis 2 Zentimeter langen und etwa 0,7 Zentimeter breiten, an der Außenseite flaumig behaarten Kronröhre verwachsen. Die drei weißen Kronlappen sind kahl. Der mittlere Kronlappen ist bei einer Länge von 3 bis 3,4 Zentimetern sowie einer Breite von 1,2 bis 1,4 Zentimetern länglich-lanzettlich mit kapuzenartig gefalteten und mehr oder weniger scharf zugespitztem oberen Ende sowie dünnhäutigen Rändern. Die beiden seitlichen Kronlappen sind bei einer Länge von 3,5 bis 3,7 Zentimetern sowie einer Breite von 0,8 bis 0,1 Zentimetern etwas schmäler, lanzettlich geformt, haben einen dünnhäutigen Rand sowie ein kapuzenartig gefaltetes oberes Ende. Nur das mittlere der drei Staubblätter des inneren Kreises ist fertil. Das fertile Staubblatt ist 2,2 bis 2,4 Zentimeter lang und sein Staubfaden ist 0,8 bis 0,9 Zentimeter lang, etwa 0,3 Zentimeter breit, kahl und weiß. Die zwei cremeweißen Hälften des Staubbeutels sind bei einer Länge von 1 bis 1,2 Zentimetern länglich geformt. Die Staminodien des inneren Kreises sind zu einem länglichen, weißen und rot gebänderten, kahlen Labellum verwachsen, welches 2,5 bis 2,8 Zentimeter lang und 1,4 bis 1,6 Zentimeter breit ist. Die weißen und unbehaarten seitlichen Staminodien sind bei einer Länge von 0,5 bis 0,7 Zentimetern linealisch. Drei Fruchtblätter sind zu einem dreikammerigen, bei einer Länge von 0,5 bis 0,6 Zentimeter langen sowie einem Durchmesser von etwa 0,6 Zentimeter länglichen Fruchtknoten verwachsen, der außen flaumig behaart ist. Jede Fruchtknotenkammer enthält zahlreiche Samenanlagen. Der etwa 5 Zentimeter lange Griffel ist kahl. Die weiße Narbe ist bei einem Durchmesser von etwa 1 Millimeter becherförmig.
Jeder etwa 10 Zentimeter lange Fruchtstand, welcher an einem 4 bis 6 Zentimeter langen Stiel steht, kann sechs bis neun fleischige Kapselfrüchte enthalten. Der Fruchtstiel ist etwa 1 Zentimeter lang. Die bei einer Länge von 2,2 bis 2,4 Zentimetern und einem Durchmesser von 2,5 bis 2,8 Zentimetern kugelförmigen Kapselfrüchte sind zur Reife blass rosarot gefärbt. Sie besitzen eine kahle Oberfläche, welche drei flache Furchen aufweist. Die Früchte enthalten viele Samen. Die schwarzen Samen besitzen einen weißen Arillus.

## Vorkommen
Das natürliche Verbreitungsgebiet von Amomum riwatchii liegt in dem im nordöstlichen Indien gelegenen Bundesstaat Arunachal Pradesh. Soweit bisher bekannt umfasst es dort die Gegend um die im Distrikt Lower Dibang Valley gelegene Ortschaft Mayodia. Sie gedeiht dort an den Rändern von immergrünen Wälder in Höhenlagen von 2100 bis 2560 Metern. Zu den vergesellschafteten Pflanzenarten gehören unter anderem Arisaema concinnum, Gaultheria fragrantissima, Impatiens arguta,  Maianthemum oleraceum und Musa puspanjaliae sowie verschiedene Arten von Bambus und den Erdbeeren (Fragaria spec.).

## Taxonomie
Die Erstbeschreibung als Amomum riwatchii erfolgte 2018 durch Mamiyil Sabu und Vadakkoot Sankaran Hareesh in Botany Letters, Band 165. Das Artepitheton riwatchii verweist auf das im indischen Bundesstaat Arunachal Pradesh ansässige Research Institute of the World’s Ancient Traditions Cultures and Heritage (RIWATCH), einer Nichtregierungsorganisation, die sich der Erhaltung der Artenvielfalt verschrieben hat.